# 触形粒突蛛
触形粒突蛛（学名：Macrothele palpator），又名觸形大疣蛛，为大疣蛛科粒突蛛属的动物。在中国大陆，分布于香港、浙江、湖北、贵州等地，一般生活于山坡、土坝或地面挖洞筑穴。